# Jeremiah Baisako
Pour les articles homonymes, voir Jeremiah.
Jeremiah Baisako est un footballeur namibien né le 13 juillet 1980.
Il a participé à la Coupe d'Afrique des nations 2008 avec l'équipe de Namibie.

## Carrière
- 2006-07 : United Africa Tigers ( Namibie)
- 2007- : Ramblers ( Namibie)